# William Kiptum
William Kiptum Muigei (30 marzo 1971) è un ex maratoneta ed ex mezzofondista keniota.

## Biografia
Il suo miglior risultato in carriera sui 10000 m piani (27'17"20) fu il terzo miglior risultato al mondo nel 1994 su tale distanza (superato solo dall'etiope Haile Gebrselassie e dall'altro keniota William Sigei, che peraltro sconfiggendo Kiptum ai Bislett Games stabilì nell'occasione anche il record del mondo sulla distanza).

## Palmarès
| Anno | Manifestazione    | Sede         | Evento         | Risultato | Prestazione | Note |
| ---- | ----------------- | ------------ | -------------- | --------- | ----------- | ---- |
| 1986 | Mondiali di cross | Colombier    | Corsa U20      | 28º       | 24'20"      |      |
| 1986 | Mondiali di cross | Colombier    | A squadre      | Argento   | 32 p.       |      |
| 1994 | Mondiali di cross | Budapest     | Corsa seniores | 30º       | 35'59"      |      |
| 1994 | Mondiali di cross | Budapest     | A squadre      | Oro       | 34 p.       |      |
| 1995 | Mondiali di cross | Durham       | Corsa seniores | 29º       | 35'35"      |      |
| 1995 | Mondiali di cross | Durham       | A squadre      | Oro       | 62 p.       |      |
| 1996 | Mondiali di cross | Stellenbosch | Corsa seniores | 9º        | 34'35"      |      |
| 1996 | Mondiali di cross | Stellenbosch | A squadre      | Oro       | 33 p.       |      |
| 1997 | Mondiali di cross | Torino       | Corsa seniores | 28º       | 36'47"      |      |
| 1997 | Mondiali di cross | Torino       | A squadre      | Oro       | 51 p.       |      |

## Campionati nazionali
1994
- Argento ai campionati kenioti, 10000 m piani - 28'20"0
- Argento ai campionati kenioti di corsa campestre - 36'04"

1995
- 4º ai campionati kenioti, 10000 m piani - 28'19"7
- Argento ai campionati kenioti di corsa campestre - 35'28"

1996
- Bronzo ai campionati kenioti, 10000 m piani - 28'46"83
- Argento ai campionati kenioti di corsa campestre - 36'08"

1997
- 8º ai campionati kenioti di corsa campestre - 35'43"

1998
- 9º ai campionati kenioti di corsa campestre - 36'39"

2000
- 6º ai campionati kenioti, 10000 m piani - 28'07"37

2002
- 6º ai campionati kenioti, 10000 m piani - 28'06"41

## Altre competizioni internazionali[2]
1994
- Argento ai Bislett Games ( Oslo), 10000 m piani - 27'17"20
- 9º al Memorial Van Damme ( Bruxelles), 10000 m piani - 27'57"78
- 6º all'Herculis ( Monaco), 5000 m piani - 13'29"66
- 6º al Cross Internacional Valle de Llodio ( Llodio) - 29'21"

1995
- 14º ai Bislett Games ( Oslo), 5000 m piani - 13'41"98

1996
- 4º al Memorial Van Damme ( Bruxelles), 10000 m piani - 27'18"84
- Oro al Giro podistico internazionale di Castelbuono ( Castelbuono) - 33'23"

1999
- 20º alla Maratona di New York ( New York) - 2h22'06"